# Agritech Lavrale
A Agritech Lavrale é uma empresa brasileira fabricante de tratores, motores diesel e implementos agrícolas. Atualmente faz parte do Grupo Francisco Stédile.

## História
A empresa surgiu em 2002 após a fusão da Lavrale Máquinas Agrícolas, fundada em Caxias do Sul em 1969 com o objetivo de fabricar implementos agrícolas para os tratores da Agrale com a Agritech S/A.
A Agritech surgiu em 2001 quando a Lavrale, com apoio do grupo Francisco Stédile, adquiriu o controle acionário da divisão de tratores da Yanmar, em Indaiatuba, interior de SP, que tinha sido inaugurada em 1960 para produção e comercialização dos tratores da marca japonesa.  A Yanmar do Brasil tinha se dividido em duas, sendo uma divisão de tratores e outra de motores náuticos.
Em 1.º de Agosto de 2002, a Lavrale e a então Yanmar Indaiatuba se fundem e passam a se chamar oficialmente Agritech Lavrale S/A Com a negociação, a empresa adquiriu também a fundição Fundituba, de Indaiatuba. No entanto, a Fundituba opera de forma independente fornecendo blocos de motores e peças de fundição para as duas empresas, mesmo estando no Grupo. 
Apesar da fusão, as empresas mantém separadas as atividades. A Divisão Agritech, em São Paulo, produz tratores e motocultivadores da marca Yanmar Agritech, além de motores a diesel e gasolina e peças de reposição. Já a divisão Lavrale de Caxias do Sul, são produzidas implementos agrícolas, cabines para tratores, viaturas-reboque militares, além de peças de reposição para outras empresas.

## Prêmios
A Agritech Lavrale, além de ter obtido o certificado ISO 9001/2008, recebeu alguns prêmios importantes: 
- Prêmio Gerdau Melhores da Terra, concedido pela Gerdau, considerada a maior premiação da América do Sul para o setor de máquinas e equipamentos agrícolas. Venceu 5 vezes, nos anos de 2002(Destaque), 2005(Prêmio categoria Novidade), 2008(Prêmio na categoria Destaque)[5], 2012(Troféu Prata na categoria Agricultura Familiar)[6] e 2013(Troféu Ouro na categoria Agricultura Familiar)[7].
- Prêmio "Melhor Desempenho - Anuário Exame" de 2006, concedido pela Revista Exame
- Prêmio "Melhores do Agronegócio" de 2007, concedido pela revista Globo Rural em parceria com o Serasa. Foi vencedora no segmento "Tratores e Máquinas Agrícolas";[8]